# Mestwin Ier de Poméranie
Mestwin Ier de Poméranie (en polonais Mściwój I Gdański, aussi connu sous les noms de Mszczuj I Gdański ou Mściwoj I Gdański) est né vers 1150 et est décédé le 1er mai 1219 ou 1220. Il est palatin (princeps) de Poméranie orientale.

## Biographie

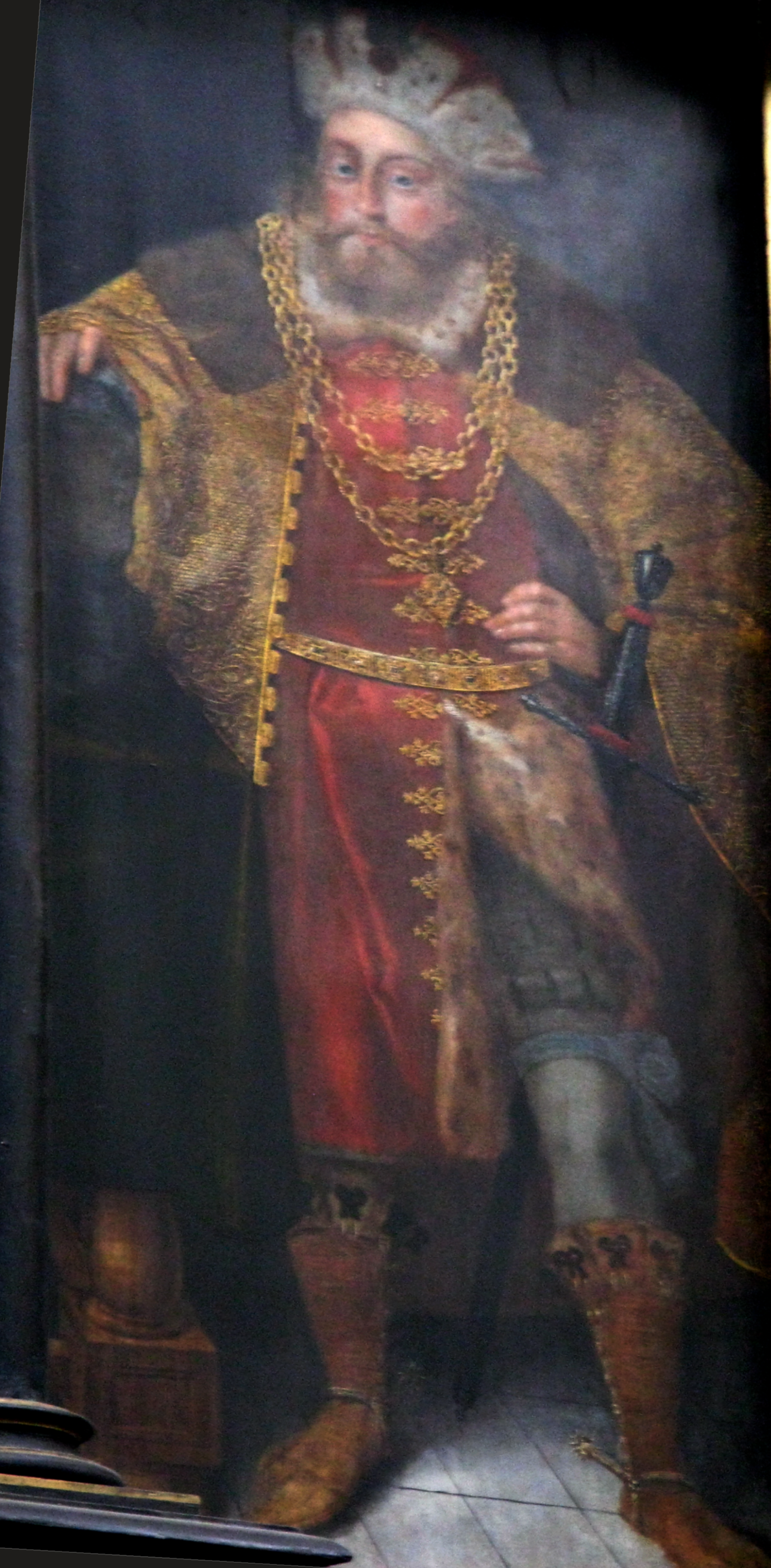
Mestwin Ier de Poméranie. Fragment d'un tableau du cloître d'Oliwa

Mestwin est le fils de Subisław Ier de Poméranie. Après la mort de son frère Sambor Ier de Poméranie, il est nommé gouverneur de Poméranie orientale par Ladislas III aux Jambes Grêles. Vers 1207, il fait valoir ses droits sur la région Wyszogród lorsque la dynastie locale, dont est issue sa mère, s’éteint. 
Au début du XIIIe siècle, le roi Valdemar II de Danemark lance une politique d’expansion sur les terres baltiques. Lorsque celui-ci se rend maître de la Poméranie occidentale et entreprend la conquête de l’Estonie, Mestwin lui rend un hommage de vassalité en 1210. Cette allégeance est de courte durée. Mestwin se rallie à la Pologne lorsque Lech le Blanc monte sur le trône de Cracovie en 1211. 
En mai 1212, il participe à l’assemblée des ducs et évêques polonais qui a lieu dans le village de Mąkolin. Les circonstances exactes qui ont amené Mestwin à rendre un hommage de vassalité à Valdemar restent assez mystérieuses. Il est possible que Mestwin, qui n’était qu’un gouverneur ayant le statut de duc, ait voulu transformer sa province/duché en principauté sous la protection du Danemark. Les archives danoises lui donnent le titre de prince polonais, alors que sur un document rédigé à l’occasion de l’assemblée de Mąkolin il porte le titre de duc (dux). Dans un document promulgué par Mestwin vers 1213, dans lequel il confirme la fondation du monastère de Żukowo, il se donne le titre de prince (princeps). 
Après sa mort, son fils aîné Świętopełk lui succède, et, pendant 20 ans, s’efforce de doter en terres ses jeunes frères.

## Union et descendance
Vers 1190, Mestwin épouse une certaine Zwinisława (ou Zwnisława) avec qui il a 9 enfants :
- Mirosława, épouse de Bogusław II, duc de Poméranie occidentale ;
- Świętopełk duc de Poméranie, succède à son père comme duc de Pomérélie ;
- Edwige (Jadwiga), épouse de Ladislas Odonic, duc de Grande-Pologne ;
- Witosława, prieure à l'abbaye de Żukowo ;
- Warcisław, duc à Świecie à partir de 1227 ;
- Sambor, duc à Lubiszewo à partir de 1233 ;
- Racibor, duc à Białogard à partir de 1233 ;
- Milosława, nône à l'abbaye de Żukowo.

## Sources
- (pl) Cet article est partiellement ou en totalité issu de l’article de Wikipédia en polonais intitulé « Mściwój I gdański » (voir la liste des auteurs).